# Frédéric Bulot
Frédéric Bulot (27 de setembre de 1990) és un futbolista gabonés.

## Selecció del Gabon
Va debutar amb la selecció del Gabon el 2014. Va disputar 23 partits amb la selecció del Gabon.

## Estadístiques
| Selecció del Gabon | Selecció del Gabon | Selecció del Gabon |
| Anys               | Partits            | Gols               |
| ------------------ | ------------------ | ------------------ |
| 2014               | 7                  | 0                  |
| 2015               | 10                 | 0                  |
| 2016               | 3                  | 0                  |
| 2017               | 0                  | 0                  |
| 2018               | 2                  | 0                  |
| 2019               | 1                  | 0                  |
| Total              | 23                 | 0                  |